# Linea a striscia ad aria
La linea a striscia ad aria, molto spesso indicata con il termine inglese air stripline, detta anche stripline sospesa, in inglese suspended stripline, è una forma di linea di trasmissione planare elettrica con la quale un conduttore sotto forma di una sottile striscia di metallo è sospeso tra due piani di massa. L'idea è di utilizzare come dielettrico essenzialmente aria. Il supporto meccanico della linea può essere un substrato sottile, supporti isolati periodici o i connettori del dispositivo e altri elementi elettrici.
La linea a striscia ad aria è usata più comunemente a frequenze nel campo delle microonde, specialmente nella banda C. Il suo vantaggio rispetto alle linee a striscia standard e ad altre tecnologie planari è che il suo dielettrico ad aria evita le perdite dovute allo stesso dielettrico. Con le linee a striscia ad aria possono essere costruiti molti circuiti utili e, inoltre, è più facile ottenere un forte accoppiamento tra i componenti in questa tecnologia che con altri formati planari. La linea a striscia ad aria è stata inventata da Robert M. Barrett negli anni 1950.

## Struttura

Diagramma della struttura della linea a striscia ad aria supportata con dielettrico

La linea a striscia ad aria è una forma di linea a striscia che utilizza l'aria come materiale dielettrico tra il conduttore centrale e i piani di massa.  Utilizzare l'aria come dielettrico presenta il vantaggio di evitare le perdite tipicamente associate ai materiali dielettrici.
Ci sono due modi fondamentali per costruire la linea a striscia ad aria. Nella linea a striscia supportata con il dielettrico, denominata anche linea a striscia sospesa o a substrato sospeso, il conduttore che fa da striscia è depositato su un sottile substrato dielettrico solido, talvolta su entrambi i lati collegandoli insieme per formare un unico conduttore. Questo substrato viene poi bloccato in posizione tra le pareti che supportano i due piani di massa. Con questo metodo la striscia può essere prodotta con tecniche basate su circuiti stampati rendendola economica e avendo l'ulteriore vantaggio che altri componenti possono essere stampati sul dielettrico durante la stessa operazione.  Lo scopo del dielettrico solido è fungere da supporto meccanico per il conduttore, ma viene reso il più sottile possibile per ridurre al minimo i suoi effetti dal punto di vista elettrico. La natura fragile del substrato comporta che esso può essere facilmente distorto. A causa di ciò, il progetto deve tenere conto dei problemi di stabilità termica. I modelli di fascia alta possono utilizzare come substrato sospeso un substrato cristallino, quale nitruro di boro o zaffiro.
L'altro metodo di costruzione utilizza come striscia una barra di metallo solida più consistente, supportata su isolatori distanziati periodicamente. Questo metodo può essere più adatto per le applicazioni ad alta potenza. In tali applicazioni gli angoli della sezione del conduttore possono essere arrotondati per evitare che in quei punti si verifichino elevate intensità di campo e archi elettrici. Gli isolanti non sono elettricamente desiderabili; la loro presenza fa sì che non sia raggiunto pienamente l'obiettivo di avere un dielettrico puramente d'aria; essi aggiungono discontinuità alla linea e sono potenzialmente punti presso i quali si può verificare arborescenza elettrica (fenomeno di scarica parziale interno al dielettrico caratterizzato dalla generazione di ramificazioni che si sviluppano a partire da impurità, particelle conduttrici o da cavità gassose in un isolante solido; il fenomeno si caratterizza per la formazione di complesse strutture ramificate, che indeboliscono progressivamente il dielettrico favorendone la scarica disruttiva). In alcuni componenti, ci sono punti presso i quali linee necessitano di essere connesse a massa, o direttamente, o attraverso un componente discreto.  In tali circuiti, questi punti di connessione a massa possono raddoppiare venendo utilizzati come supporti meccanici a causa della necessità di evitare isolanti di supporto.

## Utilizzi

Esempi di strutture possibili con linee a striscia ad aria: accoppiatore direzionale (in alto a sinistra), accoppiatore con branch-line (in alto a destra), filtro passa-banda con linea accoppiata (in basso a sinistra) e divisore di potenza ad anello ibrido (in basso a destra)

La linea a striscia ad aria trova il suo più grande utilizzo alle frequenze nel campo delle microonde nella banda C (4–8 GHz). A queste frequenze e sotto, presenta il vantaggio della compattezza rispetto alla guida d'onda. La linea a striscia ad aria può essere usata anche al di fuori della banda C, ma alla  banda Ku con frequenze più elevate (12–18 GHz) la guida d'onda tende a dominare a causa delle minori perdite.
A frequenze nel campo delle microonde, i circuiti passivi, come filtri o divisori di potenza e accoppiatori direzionali, tendono ad essere costruiti come circuiti a elementi distribuiti. Questi circuiti possono essere costruiti usando qualsiasi formato di linea di trasmissione. Il formato con linea coassiale usato comunemente per interconnettere vari dispositivi è stato usato, in particolare, anche per la costruzione di questo tipo di dispositivi ma non è il formato più conveniente per la produzione. La linea a striscia è stata sviluppata come una migliore soluzione per la costruzione di circuiti e anche la linea a striscia ad aria ricopre questo ruolo. La linea a striscia ad aria è particolarmente utile nella banda C per la realizzazione di reti per la modellazione dei lobi di radiazione (beamforming) da questi componenti.
La linea a striscia ad aria può ottenere un forte accoppiamento diretto in questi componenti più facilmente rispetto ad altri formati planari. Nelle linee a striscia standard, solitamente l'accoppiamento viene ottenuto facendo correre le linee una accanto all'altra per una certa distanza. L'accoppiamento tra i bordi delle linee in questo modo è relativamente debole ed è limitato dalla distanza più piccola possibile alla quale le linee possono essere sistemate insieme. Il limite dipende dalla massima risoluzione del processo di stampa e, nelle applicazioni di potenza, dall'intensità del campo elettrico tra le linee. Per questa ragione, le linee a striscia parallele accoppiate vengono utilizzate negli accoppiatori direzionali con un fattore di accoppiamento non superiore a −10 dB. I divisori di potenza, con il loro fattore di accoppiamento di −3 dB, utilizzano una tecnica di accoppiamento diretto. La linea a striscia ad aria fa uso di una disposizione alternativa, con le linee sistemate l'una sull'altra. Questo accoppiamento laterale è molto più forte dell'accoppiamento mediante il bordo, quindi non è necessario che le linee siano così vicine per ottenere lo stesso fattore di accoppiamento. Nelle linee a striscia supportate con dielettrico, ciò può essere ottenuto stampando le due linee sui lati opposti del dielettrico. L'accoppiamento laterale può, certamente, essere ottenuto anche in linee a striscia riempite di dielettrico solido con tecniche di linee sepolte, ma ciò richiede strati dielettrici aggiuntivi e processi di produzione aggiuntivi. Un'altra tecnica, per aumentare l'accoppiamento, disponibile per le linee a striscia ad aria è l'uso di strisce rettangolari spesse in modo da aumentare l'accoppiamento laterale. Questo facilita anche l'azione di supporto meccanico, perché le linee sono più rigide.

## Storia
La linea a striscia fu inventata da Robert M Barrett dello US Air Force Cambridge Research Center nei primi anni 1950. La linea a striscia ad aria sotto il marchio registrato Stripline è stata inizialmente prodotta commercialmente da Airborne Instruments Laboratory (AIL) sotto forma di linea a striscia sospesa. Tuttavia, "stripline" ("linea a striscia") è diventato da allora un termine generico per quella struttura con qualsiasi dielettrico. Attualmente, si assume che il semplice termine "stripline" ("linea a striscia") significhi la linea a striscia con un dielettrico solido. Inizialmente, la linea a striscia era la tecnologia planare preferita, ma attualmente è stata sostituita dalla linea a microstriscia per la maggior parte delle applicazioni generiche, in particolare gli articoli prodotti in serie.